# Масленников, Пётр Андреевич
Пётр Андреевич Масленников (1914, Челябинская область — 25.03.1945) — советский танкист, гвардии старшина, полный кавалер ордена Славы.

## Биография
Родился в 1914 году в городе Аша Челябинской области. Окончил 5 классов. В 1936—1939 годах проходил срочную службу в Красной Армии, участник советско-финляндской войны 1939—1940 годов. После демобилизации работал в мартеновском цехе Ашинского металлургического завода.
Весной 1943 года был зачислен добровольцем в формирующийся Уральский танковый корпус, командиром орудия танка Т-34 244-й Челябинской танковой бригады. На фронте с июля 1943 года. В составе Челябинской танковой бригады принимал участие в боях на Орловщине, а затем его экипаж был передан 197-й Свердловской танковой бригаде. Член ВКП с 1944 года. Особо отличился в боях на территории Западной Украины и Польши.
4 марта 1944 года войска 1-го Украинского фронта начали Проскуровско-Черновицкую операцию. Уральский добровольческий танковый корпус был введен в прорыв. Вечером 5 марта передовой отряд бригады в составе 1-го танкового батальона, в котором был экипаж Масленникова, ворвался в поселок Фридриховка, а в ночь на 6 марта подошел к станции Волочиск.
Стреляя на ходу по вражеской пехоте и автомашинам из пушки и пулемета, танк Масленникова прорвался на станцию. Подошедший со стороны города Тернополя вражеский бронепоезд, получив несколько прямых попаданий, ушел назад. В последующих боях, отражая многочисленные контратаки танков и пехоты противника, танк Масленникова был подбит и сгорел. Гвардеец сумел выбраться из подбитой машины и снять с танка пулемет. Он продолжил бой, уничтожив при этом более десятка солдат и офицеров противника.
Приказом по 10-му гвардейскому танковому корпусу от 8 мая 1944 года гвардии старший сержант Масленников Пётр Андреевич награждён орденом Славы 3-й степени.
В середине июля 1944 года уральские танкисты принимали участие во Львовской наступательной операции. Экипаж Масленникова был вновь в головной походной заставе.
В боях за высоту 349,0 и населенный пункт Жировка гвардии старший сержант Масленников из своей пушки уничтожил один «тигр» и одну «пантеру», зенитную самоходную установку, четыре пулемета с расчетами пулемета и до пятидесяти солдат и офицеров противника.
Приказом по войскам 4-й танковой армии от 13 августа 1944 года гвардии старший сержант Масленников Пётр Андреевич награждён орденом Славы 2-й степени.
12 января 1945 года войска 1 -го Украинского фронта начали новое наступление. В прорыв снова пошли уральские танкисты-гвардейцы. В ночь на 13 января танк Масленникова, действуя в разведке, ворвался в местечко Петраковице и встретился с немецкой разведкой на двух бронетранспортерах. Вражеские разведчики были пленены и доставлены в штаб бригады.
15 января 1945 года, отражая контратаки танков и пехоты противника в районе села Петраковице, гвардии старшина Масленников «…проявил доблесть и геройство, сочетая их с высоким воинским мастерством. Огнём своей танковой пушки уничтожил один танк „тигр“ и два танка „пантера“ и около 40 вражеских солдат и офицеров Своим личным примером стойкости, мужества и умения увлекал на подвиг остальных танкистов». За подвиги, проявленные в этих боях, гвардии старшина Масленников был представлен к награждению орденом Славы 1-й степени.
Позднее он принимал участие в боях при форсировании рек Черна Нида, Пилица и Варта. Погиб в бою 25 марта 1945 года в районе у села Круг. Был похоронен на месте боя.
Указом Президиума Верховного Совета СССР от 10 апреля 1945 года за мужество, отвагу и бесстрашие, проявленные в боях, гвардии старшина Масленников Пётр Андреевич награждён орденом Славы 1-й степени, став полным кавалером ордена Славы.